# José Accioli
José Pompeu Pinto Accioli (Fortaleza, 11 de maio de 1873 — 9 de setembro de 1950), mais conhecido como José Accioli, foi um advogado, professor e político brasileiro.
Filho do também político Antônio Pinto Nogueira Acioly, foi senador pelo Estado do Ceará de 1923 a 1924, além de deputado federal e estadual.